# Csaba Ternyák
Csaba Ternyak (ur. 4 grudnia 1953 w Fertőszentmiklós na Węgrzech) – węgierski duchowny katolicki, arcybiskup metropolita Egeru od 2007.

## Życiorys

### Prezbiterat
21 czerwca 1979 otrzymał święcenia kapłańskie z rąk biskupa Győr Kornéla Patakyego. Po święceniach został sekretarzem bp. Patakyego. W 1988 wyjechał do Rzymu i objął funkcję rektora Papieskiego Kolegium Węgierskiego.

### Episkopat
W latach 1992–1997 był sekretarzem generalnym Konferencji Episkopatu Węgier. 24 grudnia 1992 został mianowany biskupem pomocniczym ostrzyhomsko-budapeszteńskim. 6 stycznia 1993 sakry biskupiej (tytularny biskup Eminentiana) udzielił mu papież Jan Paweł II wraz z wtedy arcybiskupami Giovannim Battistą Re i Justinem Francisem Rigalim. 11 grudnia 1997 został mianowany sekretarzem kongregacji do spraw duchowieństwa. 15 marca 2007 papież Benedykt XVI mianował go arcybiskupem metropolitą Egeru. Ingres odbył się 9 czerwca 2007. W latach 2010–2015 był wiceprzewodniczącym Konferencji Episkopatu Węgier.